# Медикета (Потенца)
Медикета (итал. Medichetta) је насеље у Италији у округу Потенца, региону Базиликата.
Према процени из 2011. у насељу је живело 79 становника. Насеље се налази на надморској висини од 485 м.